# Gare de Fontanil
La gare de Fontanil (dite aussi Fontanil-Lycée-de-Drap) est une gare ferroviaire française de la ligne de Nice à Breil-sur-Roya, située sur le territoire de la commune de Drap, dans le département des Alpes-Maritimes, en région Provence-Alpes-Côte d'Azur. Elle dessert principalement le lycée René-Goscinny.
Elle est mise en service le 3 septembre 2012 par la Société nationale des chemins de fer français (SNCF).
C'est une halte voyageurs de la SNCF, desservie par des trains TER Provence-Alpes-Côte d'Azur.

## Situation ferroviaire
Établie à 134 mètres d'altitude, la gare de Fontanil est située au point kilométrique (PK) 11,000 de la ligne de Nice à Breil-sur-Roya, entre les gares de Drap - Cantaron et de Peillon-Sainte-Thècle.

## Histoire
La halte de Fontanil est mise en service le 3 septembre 2012, pour desservir le nouveau lycée René Goscinny, ouvert cette même année à proximité.

## Fréquentation
De 2015 à 2023, selon les estimations de la SNCF, la fréquentation annuelle de la gare s'élève aux nombres indiqués dans le tableau ci-dessous.
| Année     | 2015   | 2016   | 2017   | 2018   | 2019   | 2020   | 2021   | 2022   | 2023   |
| --------- | ------ | ------ | ------ | ------ | ------ | ------ | ------ | ------ | ------ |
| Voyageurs | 24 618 | 29 718 | 36 186 | 31 377 | 32 827 | 18 730 | 26 294 | 37 402 | 23 954 |

## Service des voyageurs

### Accueil
Halte SNCF, c'est un point d'arrêt non géré (PANG) à entrée libre. Elle ne possède pas d'automates pour l'achat de titres de transport.

### Desserte
Fontanil est desservie par des trains TER PACA qui effectuent des missions entre les gares de Nice-Ville et celle de Breil-sur-Roya et de la gare de Tende.

### Intermodalité
Un parking pour les véhicules et pour les vélos y sont aménagés.